# 明基夫卡 (巴赫穆特區)
48°42′10″N 37°50′53″E / 48.70278°N 37.84806°E

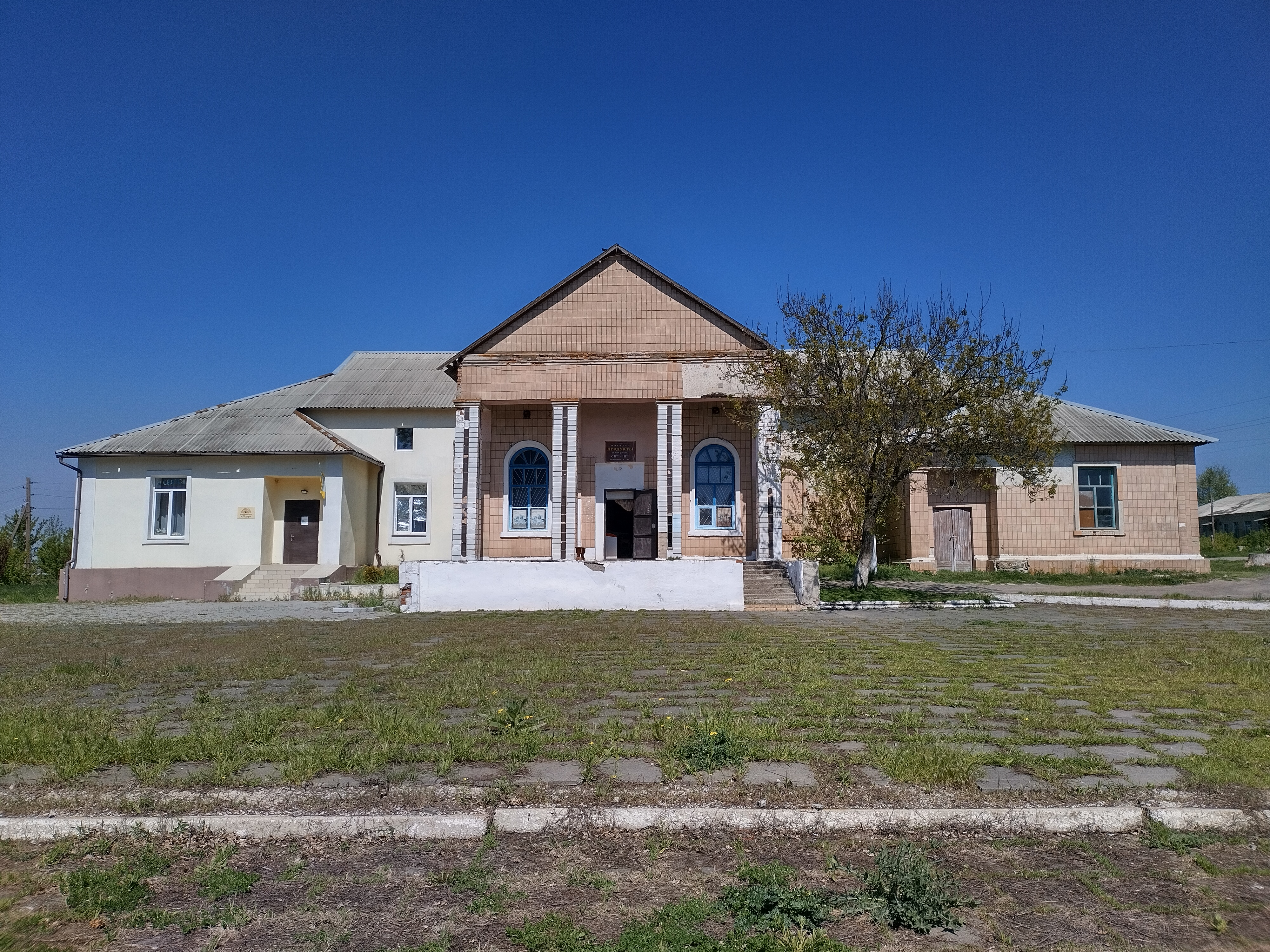
文化宫

明基夫卡（烏克蘭語：Міньківка）是位於乌克兰東部的村莊，由顿涅茨克州巴赫穆特区的索莱达尔市镇負責管轄。

## 歷史
在俄乌战争的巴赫穆特戰役中，該村因處於巴赫穆特以北，所以有利於俄方試圖包圍該市。截至2023年4月初，該村仍受烏方控制。

## 人口統計
根據 2001年烏克蘭人口普查，村民人口為800人，他們的母語分配如下：
- 乌克兰语：66.9%
- 俄语：31.9%
- 其他：1.2%